# Danh sách đơn vị hành chính cấp hương của Sơn Tây

## Sơn Tây

### Thái Nguyên
| Thành phố cấp địa khu Thái Nguyên quản lí 10 đơn vị hành chính cấp huyện, trong đó quản lí trực tiếp 6 quận, 3 huyện và quản lí đại thể 1 thành phố cấp huyện. Các đơn vị hành chính cấp huyện này được chia thành... đơn vị hành chính cấp hương, bao gồm... nhai đạo,... trấn và... hương. | |
| Tiểu Điếm | Nhai đạo |
| Tiểu Điếm | Ổ Thành, Doanh Bàn, Bắc Doanh, Bình Dương Lộ, Hoàng Lăng, Tiểu Điếm, Long Thành                                                                                                   |
| Tiểu Điếm | Trấn |
| Tiểu Điếm | Bắc Cách |
| Tiểu Điếm | Hương |
| Tiểu Điếm | Tây Ôn Trang, Lưu Gia Bảo |
| Nghênh Trạch | Nhai đạo |
| Nghênh Trạch | Liễu Hạng, Văn Miếu, Miếu Tiền, Nghênh Trạch, Kiều Đông, Lão Quân Doanh |
| Nghênh Trạch | Trấn |
| Nghênh Trạch | Hách Trang |
| Hạnh Hoa Lĩnh | Nhai đạo |
| Hạnh Hoa Lĩnh | Cự Luân, Tam Kiều, Cổ Lâu, Hạnh Hoa Lĩnh, Bá Lăng Kiều, Đại Đông Quan, Chức Công Tân Nhai, Đôn Hóa Phường, Giản Hà, Dương Gia Dục                                                 |
| Hạnh Hoa Lĩnh | Hương |
| Hạnh Hoa Lĩnh | Trung Giản Hà, Tiểu Phản |
| Tiêm Thảo Bình | Nhai đạo |
| Tiêm Thảo Bình | Tiêm Thảo Bình, Quang Xã, Thượng Lan, Nam Trại, Nghênh Tân, Cổ Thành, Hối Phong, Sài Thôn, Tân Thành                                                                              |
| Tiêm Thảo Bình | Trấn |
| Tiêm Thảo Bình | Hướng Dương, Dương Khúc |
| Tiêm Thảo Bình | Hương |
| Tiêm Thảo Bình | Mã Đầu Thủy, Bách Bản, Tây Yển |
| Vạn Bách Lâm | Nhai đạo |
| Vạn Bách Lâm | Thiên Phong, Hạ Nguyên, Hòa Bình, Hưng Hoa, Vạn Bách Lâm, Đỗ Nhi Bình, Bạch Gia Trang, Nam Hàn, Đông Xã, Hóa Khách Đầu, Tiểu Tỉnh Dục, Tây Minh, Trường Phong Tây, Thần Đường Câu |
| Vạn Bách Lâm | Hương |
| Vạn Bách Lâm | Vương Phong |
| Tấn Nguyên | Nhai đạo |
| Tấn Nguyên | Nghĩa Tỉnh, La Thành, Tấn Nguyên |
| Tấn Nguyên | Trấn |
| Tấn Nguyên | Kim Thắng, Tấn Từ, Diêu Thôn |
| Thanh Từ | Trấn |
| Thanh Từ | Thanh Nguyên, Từ Câu, Đông Vu, Mạnh Phong |
| Thanh Từ | Hương |
| Thanh Từ | Mã Dục, Liễu Đỗ, Tây Cốc, Vương Đáp, Tập Nghĩa |
| Dương Khúc | Trấn |
| Dương Khúc | Hoàng Trại, Đại Vu, Đông Hoàng Thủy, Nê Truân |
| Dương Khúc | Hương |
| Dương Khúc | Cao Thôn, Hầu Thôn, Lăng Tỉnh, Tây Lăng, Bắc Tiểu Điếm, Dương Hưng |
| Lâu Phàn | Trấn |
| Lâu Phàn | Lâu Phàn, Tĩnh Du, Đỗ Giao Khúc |
| Lâu Phàn | Hương |
| Lâu Phàn | Miếu Loan, Mã Gia Trang, Cái Gia Trang, Mễ Dục Trấn, Thiên Trì Điếm |
| Cổ Giao | Nhai đạo |
| Cổ Giao | Đông Khúc, Tây Khúc, Đào Viên, Truân Lan |
| Cổ Giao | Trấn |
| Cổ Giao | Hà Khẩu, Trấn Thành Để, Mã Lan |
| Cổ Giao | Hương |
| Cổ Giao | Các Thượng, Gia Nhạc Tuyền, Toa Dục, Xóa Khẩu, Thường An, Nguyên Tương, Hình Gia Xã                                                                                               |

### Đại Đồng
| Thành phố cấp địa khu Đại Đồng quản lí trực tiếp 10 đơn vị hành chính cấp huyện, bao gồm 4 quận và 6 huyện. Các đơn vị hành chính cấp huyện này được chia thành... đơn vị hành chính cấp hương, bao gồm... nhai đạo,... trấn và... hương. | |
| Tân Vinh | Trấn |
| Tân Vinh | Tân Vinh, Cổ Điếm |
| Tân Vinh | Hương |
| Tân Vinh | Phá Lỗ Bảo, Quách Gia Diêu, Hoa Viên Truân, Tây Thôn, Thượng Thâm Giản, Bảo Tử Loan |
| Bình Thành | Nhai đạo |
| Bình Thành | Nam Quan, Bắc Quan, Đông Nhai, Tây Nhai, Nam Nhai, Bắc Nhai, Tân Kiến Nam Lộ, Tân Kiến Bắc Lộ, Đại Khánh Lộ, Tân Hoa Nhai, Hướng Dương Lý, Chấn Hoa Nam Nhai, Khai Nguyên Nhai |
| Bình Thành | Hương |
| Bình Thành | Tân Vượng, Thủy Bạc Tự, Mã Quân Doanh |
| Vân Cương | Nhai đạo |
| Vân Cương | Tân Thắng, Tân Bình Vượng, Môi Dục Khẩu, Vĩnh Định Trang, Đồng Gia Lương, Tứ Lão Câu, Hãn Châu Diêu, Bạch Động, Nhạn Nhai, Oạt Kim Loan, Tấn Hoa Cung, Mã Tích Lương, Đại Đấu Câu, Vương Thôn, Khương Gia Loan, Tân Tuyền Lộ, Dân Thắng, Khẩu Tuyền, Mã Khẩu, Yến Tử Sơn, Hạnh Nhi Câu, Thanh Từ Diêu, Bình Tuyền Lộ, Tứ Đài Câu, Hòa Thuận, Hòa Thụ y, Bình Thịnh Lộ, Thanh Tuyền Nhai, Tây Hoa Viên, Lão Bình Vượng |
| Vân Cương | Trấn |
| Vân Cương | Cao Sơn, Vân Cương |
| Vân Cương | Hương |
| Vân Cương | Khẩu Tuyền, Tây Hàn Lĩnh, Bình Vượng, Nha Nhi Nhai |
| Vân Châu | Trấn |
| Vân Châu | Tây Bình, Bội Gia Tạo, Chu Sĩ Trang |
| Vân Châu | Hương |
| Vân Châu | Cát Gia Trang, Phong Dục, Đỗ Trang, Đảng Lưu Trang, Qua Viên, Tụ Nhạc, Hứa Bảo |
| Dương Cao | Trấn |
| Dương Cao | Long Tuyền, La Văn Tạo, Đại Bạch Đăng, Vương Quan Truân, Cổ Thành, Đông Tiểu Thôn, Hữu Tể |
| Dương Cao | Hương |
| Dương Cao | Trường Thành, Bắc Từ Truân, Sư Tử Truân, Hạ Thâm Tỉnh, Ngao Thạch |
| Thiên Trấn | Trấn |
| Thiên Trấn | Ngọc Tuyền, Cốc Tiền Bảo, Mễ Tân Quan, Lục Gia Loan, Tân Bình Bảo |
| Thiên Trấn | Hương |
| Thiên Trấn | Tạp Lý Phô, Nam Hà Bảo, Giả Gia Truân, Triệu Gia Câu, Nam Cao Nhai, Trương Tây Hà, Mã Gia Tạo |
| Quảng Linh | Trấn |
| Quảng Linh | Hồ Tuyền, Nam Thôn |
| Quảng Linh | Hương |
| Quảng Linh | Nhất Đấu Tuyền, Tiêu Sơn, Gia Đấu, Nghi Hưng, Tác Thoản, Lương Trang, Vọng Hồ |
| Linh Khâu | Trấn |
| Linh Khâu | Vũ Linh, Đông Hà Nam, Thượng Trại |
| Linh Khâu | Hương |
| Linh Khâu | Lạc Thủy Hà, Sử Trang, Triệu Bắc, Thạch Gia Điền, Liễu Khoa, Bạch Nhai Đài, Hồng Thạch Lăng, Hạ Quan, Độc Dục |
| Hồn Nguyên | Trấn |
| Hồn Nguyên | Vĩnh An, Tây Phường Thành, Thái Thôn, Sa Khất Đà, Vương Trang Bảo, Đại Từ Diêu |
| Hồn Nguyên | Hương |
| Hồn Nguyên | Đông Phường Thành, Bùi Thôn, Đà Phong, Tây Lưu Thôn, Hạ Hàn Thôn, Nam Du Lâm, Ngô Thành, Hoàng Hoa Than, Đại Nhân Trang, Thiên Phật Lĩnh, Quan Nhi, Thanh Từ Diêu |
| Tả Vân | Trấn |
| Tả Vân | Vân Hưng, Thước Nhi Sơn, Điếm Loan |
| Tả Vân | Hương |
| Tả Vân | Quản Gia Bảo, Trương Gia Tràng, Tam Truân, Mã Đạo Đầu, Tiểu Kinh Trang, Thủy Diêu |

### Dương Tuyền
| Thành phố cấp địa khu Dương Tuyền quản lí trực tiếp 5 đơn vị hành chính cấp huyện, bao gồm 3 quận và 2 huyện. Các đơn vị hành chính cấp huyện này được chia thành... đơn vị hành chính cấp hương, bao gồm... nhai đạo,... trấn và... hương. |                                                                                         |
| Thành | Nhai đạo                                                                                |
| Thành | Thượng Trạm, Hạ Trạm, Bắc Đại Nhai, Nam Sơn Lộ, Nghĩa Tỉnh, Pha Để                      |
| Thành | Trấn                                                                                    |
| Thành | Nghĩa Tỉnh                                                                              |
| Khoáng | Nhai đạo                                                                                |
| Khoáng | Bình Đàm Nhai, Thái Oa, Tái Ngư, Sa Bình, Quý Thạch Câu, Kiều Đầu                       |
| Giao | Trấn                                                                                    |
| Giao | Ấm Doanh, Hà Để, Bình Thản                                                              |
| Giao | Hương                                                                                   |
| Giao | Tây Nam Dư, Dương Gia Trang, Lý Gia Trang, Cựu Nhai                                     |
| Bình Định | Trấn                                                                                    |
| Bình Định | Quan Sơn, Dã Tây, Tỏa Hoàng, Trương Trang, Đông Hồi, Bách Tỉnh, Nương Tử Quan, Cự Thành |
| Bình Định | Hương                                                                                   |
| Bình Định | Thạch Môn Khẩu, Xóa Khẩu                                                                |
| Vu | Trấn                                                                                    |
| Vu | Tú Thủy, Tôn Gia Trang, Lộ Gia Thôn, Nam Lâu, Ngưu Thôn, Trường Trì, Thượng Xã, Tây Yên |
| Vu | Hương                                                                                   |
| Vu | Tiên Nhân, Bắc Hạ Trang, Hạ Xã, Lương Gia Trại, Tây Phan, Đông Lương                    |

### Trường Trị
| Thành phố cấp địa khu Trường Trị quản lí trực tiếp 12 đơn vị hành chính cấp huyện, bao gồm 4 quận và 8 huyện. Các đơn vị hành chính cấp huyện này được chia thành... đơn vị hành chính cấp hương, bao gồm... nhai đạo,... trấn và... hương. | |
| Lộ Châu | Nhai đạo |
| Lộ Châu | Đông Nhai, Tây Nhai, Anh Hùng Nam Lộ, Anh Hùng Trung Lộ, Tử Kim Nhai, Thái Hành Đông Nhai, Thái Hành Tây Nhai, Diên An Nam Lộ, Thường Thanh, Ngũ Mã, Trường Bắc, Cố Huyện |
| Lộ Châu | Trấn |
| Lộ Châu | Lão Đỉnh Sơn, Hậu Bắc Trang, Đại Tân Trang, Mã Hán, Hoàng Niễn |
| Lộ Châu | Hương |
| Lộ Châu | Tây Bạch Thố |
| Thượng Đảng | Nhai đạo |
| Thượng Đảng | Hàn Điếm |
| Thượng Đảng | Trấn |
| Thượng Đảng | Tô Điếm, Ấm Thành, Tây Hỏa, Bát Nghĩa, Giả Chưởng, Hách Gia Trang |
| Thượng Đảng | Hương |
| Thượng Đảng | Tây Trì, Bắc Trình, Đông Hòa, Nam Tống |
| Đồn Lưu | Nhai đạo |
| Đồn Lưu | Lân Giáng |
| Đồn Lưu | Trấn |
| Đồn Lưu | Thượng Thôn, Ngư Trạch, Dư Ngô, Ngô Nguyên, Trương Điếm, Phong Nghi |
| Đồn Lưu | Hương |
| Đồn Lưu | Lý Cao, Lộ Thôn, Hà Thần Miếu, Tây Giả |
| Lộ Thành | Nhai đạo |
| Lộ Thành | Lộ Hoa, Thành Gia Xuyên |
| Lộ Thành | Trấn |
| Lộ Thành | Điếm Thượng, Vi Tử, Tân An Tuyền, Địch Điếm, Sử Hồi |
| Lộ Thành | Hương |
| Lộ Thành | Hợp Thất, Hoàng Ngưu Để |
| Tương Viên | Trấn |
| Tương Viên | Cổ Hàn, Vương Kiều, Hầu Bảo, Hạ Điếm, Ti Đình, Tây Doanh, Vương Thôn, Hạ Lương                                                                                            |
| Tương Viên | Hương |
| Tương Viên | Thiện Phúc, Bắc Để, Thượng Mã |
| Bình Thuận | Trấn |
| Bình Thuận | Thanh Dương, Long Khê, Thạch Thành, Miêu Trang, Hạnh Thành |
| Bình Thuận | Hương |
| Bình Thuận | Tây Câu, Đông Tự Đầu, Hồng Thê Quan, Dương Cao, Bắc Đam Xa, Trung Ngũ Tỉnh, Bắc Xã                                                                                        |
| Lê Thành | Trấn |
| Lê Thành | Lê Hầu, Đông Dương Quan, Thượng Diêu, Tây Tỉnh, Hoàng Nhai Động |
| Lê Thành | Hương |
| Lê Thành | Tây Ngỗ, Đình Hà Phô, Trình Gia Sơn, Hồng Tỉnh |
| Hồ Quan | Trấn |
| Hồ Quan | Long Tuyền, Bách Xích, Điếm Thượng, Tấn Trang, Thụ Chưởng, Đại Hạp Cốc |
| Hồ Quan | Hương |
| Hồ Quan | Tập Điếm, Hoàng Sơn, Đông Tỉnh Lĩnh, Thạch Pha, Ngũ Long Sơn, Nga Ốc |
| Trưởng Tử | Trấn |
| Trưởng Tử | Đan Chu, Bảo Điếm, Thạch Triết, Đại Bảo Đầu, Từ Lâm, Sắc Đầu, Nam Chương                                                                                                  |
| Trưởng Tử | Hương |
| Trưởng Tử | Lam Thủy, Niễn Trương, Thường Trương, Nam Trần, Tống Thôn |
| Vũ Hương | Trấn |
| Vũ Hương | Phong Châu, Hồng Thủy, Bàn Long, Giam Chương, Cố Thành |
| Vũ Hương | Hương |
| Vũ Hương | Mặc Đăng, Hàn Bắc, Đại Hữu, Giả Khoát, Cố Huyện, Thượng Ti, Thạch Bắc, Dũng Tuyền, Phân Thủy Lĩnh                                                                         |
| Thấm | Trấn |
| Thấm | Định Xương, Quách Thôn, Cố Huyện, Tân Điếm, Chương Nguyên, Sách Thôn |
| Thấm | Hương |
| Thấm | Đoạn Liễu, Tùng Thôn, Thứ Thôn, Ngưu Tự, Nam Lý, Nam Tuyền, Dương An |
| Thấm Nguyên | Trấn |
| Thấm Nguyên | Thấm Hà, Quách Đạo, Linh Không Sơn, Vương Hòa, Lý Nguyên, Vương Đào |
| Thấm Nguyên | Hương |
| Thấm Nguyên | Trung Dục, Pháp Trung, Giao Khẩu, Thông Tử Dục, Hàn Hồng, Quan Than, Cảnh Phượng, Xích Thạch Kiều                                                                         |

### Tấn Thành
| Thành phố cấp địa khu Tấn Thành quản lí 6 đơn vị hành chính cấp huyện, trong đó quản lí trực tiếp 1 quận, 4 huyện và quản lí đại thể 1 thành phố cấp huyện. Các đơn vị hành chính cấp huyện này được chia thành... đơn vị hành chính cấp hương, bao gồm... nhai đạo,... trấn và... hương. | |
| Thành | Nhai đạo |
| Thành | Đông Nhai, Tây Nhai, Nam Nhai, Bắc Nhai, Chung Gia Trang, Tây Thượng Trang, Khai Phát Khu                                                               |
| Thành | Trấn |
| Thành | Bắc Thạch Điếm |
| Thấm Thủy | Trấn |
| Thấm Thủy | Long Cảng, Trung Thôn, Trịnh Trang, Đoan Thị, Gia Phong, Trịnh Thôn, Thị Trang                                                                          |
| Thấm Thủy | Hương |
| Thấm Thủy | Phiền Thôn Hà, Thổ Ốc, Trương Thôn, Tô Trang, Hồ Để, Cố Huyện, Thập Lý                                                                                  |
| Dương Thành | Trấn |
| Dương Thành | Phượng Thành, Bắc Lưu, Nhuận Thành, Đinh Điếm, Cần Trì, Thứ Doanh, Hoành Hà, Hà Bắc, Mãng Hà, Đông Dã                                                   |
| Dương Thành | Hương |
| Dương Thành | Bạch Tang, Tự Đầu, Tây Hà, Diễn Lễ, Cố Long, Đổng Phong, Giá Lĩnh                                                                                       |
| Lăng Xuyên | Trấn |
| Lăng Xuyên | Sùng Văn, Lễ Nghĩa, Phụ Thành, Tây Hà Để, Bình Thành, Dương Thôn, Lộ Thành                                                                              |
| Lăng Xuyên | Hương |
| Lăng Xuyên | Đoạt Hỏa, Mã Khất, Cổ Giao, Lục Tuyền, Tần Gia Trang |
| Trạch Châu | Trấn |
| Trạch Châu | Nam Thôn, Hạ Thôn, Đại Đông Câu, Chu Thôn, Lê Xuyên, Tấn Miếu Phô, Kim Thôn, Cao Đô, Ba Công, Đại Dương, Sơn Hà, Đại Cơ, Liễu Thụ Khẩu, Bắc Nghĩa Thành |
| Trạch Châu | Hương |
| Trạch Châu | Xuyên Để, Lý Trại, Nam Lĩnh |
| Cao Bình | Nhai đạo |
| Cao Bình | Bắc Thành, Đông Thành, Nam Thành |
| Cao Bình | Trấn |
| Cao Bình | Mễ Sơn, Tam Giáp, Thần Nông, Trần Khu, Bắc Thi, Hà Tây, Mã Thôn, Dã Xuyên, Tự Trang                                                                     |
| Cao Bình | Hương |
| Cao Bình | Kiến Ninh, Thạch Mạt, Nguyên Thôn, Vĩnh Lộc |

### Sóc Châu
| Thành phố cấp địa khu Sóc Châu quản lí 6 đơn vị hành chính cấp huyện, trong đó quản lí trực tiếp 2 quận, 3 huyện và quản lí đại thể 1 thành phố cấp huyện. Các đơn vị hành chính cấp huyện này được chia thành... đơn vị hành chính cấp hương, bao gồm... nhai đạo,... trấn và... hương. | |
| Sóc Thành | Nhai đạo |
| Sóc Thành | Bắc Thành, Nam Thành, Thần Đầu, Bắc Vượng Trang                                                                                          |
| Sóc Thành | Trấn |
| Sóc Thành | Thần Đầu, Lợi Dân |
| Sóc Thành | Hương |
| Sóc Thành | Hạ Đoàn Bảo, Tiểu Bình Dịch, Tư Nhuận, Phúc Thiện Trang, Nam Du Lâm, Giả Trang, Sa Lăng Hà, Diêu Tử Đầu, Trương Thái Trang               |
| Bình Lỗ | Trấn |
| Bình Lỗ | Tỉnh Bình, Phượng Hoàng Thành |
| Bình Lỗ | Hương |
| Bình Lỗ | Bạch Đường, Đào Thôn, Hạ Thủy Đầu, Song Niễn, Trở Hổ, Cao Thạch Trang, Tây Thủy Giới, Hạ Diện Cao, Hạ Mộc Giác, Hướng Dương Bảo, Du Lĩnh |
| Sơn Âm | Trấn |
| Sơn Âm | Ngọc Tỉnh, Bắc Chu Trang, Cổ Thành, Đại Nhạc                                                                                             |
| Sơn Âm | Hương |
| Sơn Âm | Ngô Mã Doanh, Mã Doanh, Hạ Lạt Bá, Hợp Thịnh Bảo, An Vinh, Tiết Khố 圙, Hậu Sở, Trương Gia Trang, Mã Doanh Trang                         |
| Ứng | Trấn |
| Ứng | Kim Thành, Nam Hà Chủng, Hạ Xã |
| Ứng | Hương |
| Ứng | Trấn Tử Lương, Nghĩa Tỉnh, Tang Trại, Đại Hoàng Nguy, Hạnh Trại, Hạ Mã Dục, Nam Tuyền, Đại Lâm Hà, Bạch Mã Thạch                         |
| Hữu Ngọc | Trấn |
| Hữu Ngọc | Tân Thành, Hữu Vệ, Uy Viễn, Nguyên Bảo Tử                                                                                                |
| Hữu Ngọc | Hương |
| Hữu Ngọc | Ngưu Tâm Bảo, Bạch Đầu Lý, Cao Gia Bảo, Đinh Gia Diêu, Dương Thiên Hà, Lý Đạt Diêu                                                       |
| Hoài Nhân | Trấn |
| Hoài Nhân | Vân Trung, Ngô Gia Diêu, Kim Sa Than, Mao Gia Tạo                                                                                        |
| Hoài Nhân | Hương |
| Hoài Nhân | Hà Gia Bảo, Tân Gia Viên, Thân Hòa, Hải Bắc Đầu, Mã Tân Trang, Hà Đầu                                                                    |

### Tấn Trung
| Thành phố cấp địa khu Tấn Trung quản lí 11 đơn vị hành chính cấp huyện, trong đó quản lí trực tiếp 2 quận, 8 huyện và quản lí đại thể 1 thành phố cấp huyện. Các đơn vị hành chính cấp huyện này được chia thành... đơn vị hành chính cấp hương, bao gồm... nhai đạo,... trấn và... hương. | |
| Du Thứ | Nhai đạo                                                                                            |
| Du Thứ | Bắc Quan, Cẩm Luân, Tân Hoa, Tây Nam, Lộ Tây, Kinh Vĩ, An Ninh, Tân Kiến, Tấn Hoa                   |
| Du Thứ | Trấn                                                                                                |
| Du Thứ | Ô Kim Sơn, Đông Dương, Thập Thiếp, Trường Ngưng, Bắc Điền, Tu Văn                                   |
| Du Thứ | Hương                                                                                               |
| Du Thứ | Quách Gia Bảo, Trương Khánh, Trang Tử, Đông Triệu                                                   |
| Thái Cốc | Trấn                                                                                                |
| Thái Cốc | Minh Tinh, Hồ Thôn, Phạm Thôn                                                                       |
| Thái Cốc | Hương                                                                                               |
| Thái Cốc | Hầu Thành, Bắc Uông, Thủy Tú, Dương Ấp, Tiểu Bạch, Nhậm Thôn                                        |
| Du Xã | Trấn                                                                                                |
| Du Xã | Cơ Thành, Vân Thốc, Hách Bắc, Xã Thành                                                              |
| Du Xã | Hương                                                                                               |
| Du Xã | Hà Dục, Bắc Trại, Tây Mã, Lam Dục, Giảng Đường                                                      |
| Tả Quyền | Trấn                                                                                                |
| Tả Quyền | Liêu Dương, Đồng Dục, Ma Điền, Cần Tuyền, Quải Nhi                                                  |
| Tả Quyền | Hương                                                                                               |
| Tả Quyền | Hàn Vương, Thạch Hạp, Long Tuyền, Túc Thành, Dương Giác                                             |
| Hòa Thuận | Trấn                                                                                                |
| Hòa Thuận | Nghĩa Hưng, Lý Dương, Tùng Yên, Thanh Thành, Hoành Lĩnh                                             |
| Hòa Thuận | Hương                                                                                               |
| Hòa Thuận | Uy Mã, Bình Tùng, Ngưu Xuyên, Mã Phường, Dương Quang Chiêm                                          |
| Tích Dương | Trấn                                                                                                |
| Tích Dương | Nhạc Bình, Cao Lạc, Dã Đầu, Triêm Thượng, Đại Trại                                                  |
| Tích Dương | Hương                                                                                               |
| Tích Dương | Lý Gia Trang, Giới Đô, Tam Đô, Triệu Bích, Khổng Thị, Diêm Trang, Tây Trại                          |
| Thọ Dương | Trấn                                                                                                |
| Thọ Dương | Triêu Dương, Nam Yến Trúc, Tông Ngải, Bình Đầu, Tùng Tháp, Tây Lạc, Doãn Linh Chi                   |
| Thọ Dương | Hương                                                                                               |
| Thọ Dương | Bình Thư, Giải Sầu, Ôn Gia Trang, Cảnh Thượng, Thượng Hồ, Dương Đầu Nhai, Mã Thủ                    |
| Kỳ | Trấn                                                                                                |
| Kỳ | Chiêu Dư, Đông Quan, Cổ Huyện, Giả Lệnh, Thành Triệu, Lai Viễn                                      |
| Kỳ | Hương                                                                                               |
| Kỳ | Tây Lục Chi, Dục Khẩu                                                                               |
| Bình Dao | Nhai đạo                                                                                            |
| Bình Dao | Cổ Thành, Thành Đông, Thành Tây                                                                     |
| Bình Dao | Trấn                                                                                                |
| Bình Dao | Cổ Đào, Đoạn Thôn, Đông Tuyền, Hồng Thiện, Ninh Cố                                                  |
| Bình Dao | Hương                                                                                               |
| Bình Dao | Nam Chính, Trung Đô, Nhạc Bích, Bặc Nghi, Mạnh Sơn, Chu Khanh, Tương Viên, Đỗ Gia Trang, Hương Nhạc |
| Linh Thạch | Trấn                                                                                                |
| Linh Thạch | Thúy Phong, Tĩnh Thăng, Lưỡng Độ, Hạ Môn, Nam Quan, Đoạn Thuần                                      |
| Linh Thạch | Hương                                                                                               |
| Linh Thạch | Mã Hòa, Anh Vũ, Vương Vũ, Đàn Trấn, Lương Gia Yên, Giao Khẩu                                        |
| Giới Hưu | Nhai đạo                                                                                            |
| Giới Hưu | Bắc Quan, Tây Quan, Đông Nam, Tây Nam, Bắc Đàn                                                      |
| Giới Hưu | Trấn                                                                                                |
| Giới Hưu | Nghĩa An, Trương Lan, Liên Phúc, Hồng Sơn, Long Phượng, Miên Sơn, Nghĩa Đường                       |
| Giới Hưu | Hương                                                                                               |
| Giới Hưu | Thành Quan, Tống Cổ, Tam Giai                                                                       |

### Vận Thành
| Thành phố cấp địa khu Vận Thành quản lí 13 đơn vị hành chính cấp huyện, trong đó quản lí trực tiếp 1 quận, 10 huyện và quản lí đại thể 2 thành phố cấp huyện. Các đơn vị hành chính cấp huyện này được chia thành... đơn vị hành chính cấp hương, bao gồm... nhai đạo,... trấn và... hương. | |
| Diêm Hồ | Nhai đạo                                                                                               |
| Diêm Hồ | Trung Thành, Đông Thành, Tây Thành, Nam Thành, Bắc Thành, An Ấp, Đại Cừ, Diêu Mạnh                     |
| Diêm Hồ | Trấn                                                                                                   |
| Diêm Hồ | Giải Châu, Long Cư, Bắc Tương, Hoằng Chi Dịch, Tam Lộ Lý, Đào Thôn, Đông Quách                         |
| Diêm Hồ | Hương                                                                                                  |
| Diêm Hồ | Tịch Trương, Kim Tỉnh, Vương Phạm, Phùng Thôn, Thượng Quách, Thượng Vương                              |
| Lâm Y | Trấn                                                                                                   |
| Lâm Y | Y Thị, Mi Dương, Lâm Tấn, Thất Cấp, Đông Trương, Tôn Cát, Tam Quản, Ngưu Đỗ, Đam Tử                    |
| Lâm Y | Hương                                                                                                  |
| Lâm Y | Sở Hầu, Miếu Thượng, Giác Bôi, Bắc Tân, Bắc Cảnh                                                       |
| Vạn Vinh | Trấn                                                                                                   |
| Vạn Vinh | Giải Điếm, Thông Hóa, Hán Tiết, Vinh Hà, Bùi Trang                                                     |
| Vạn Vinh | Hương                                                                                                  |
| Vạn Vinh | Vạn Tuyền, Lý Vọng, Tây Thôn, Nam Trương, Cao Thôn, Hoàng Phủ, Giả Thôn, Vương Hiển, Quang Hoa         |
| Văn Hỷ | Trấn                                                                                                   |
| Văn Hỷ | Đồng Thành, Quách Gia Trang, Qua Để, Tiết Điếm, Đông Trấn, Lễ Nguyên, Hà Để                            |
| Văn Hỷ | Hương                                                                                                  |
| Văn Hỷ | Thần Bách, Dương Ngung, Hầu Thôn, Bùi Xã, Hậu Cung, Thạch Môn                                          |
| Tắc Sơn | Trấn                                                                                                   |
| Tắc Sơn | Tắc Phong, Tây Xã, Hóa Dục, Địch Điếm, Thanh Hà                                                        |
| Tắc Sơn | Hương                                                                                                  |
| Tắc Sơn | Thái Thôn, Thái Dương                                                                                  |
| Tân Giáng | Trấn                                                                                                   |
| Tân Giáng | Long Hưng, Tam Tuyền, Trạch Chưởng, Bắc Trương, Cổ Giao, Vạn An, Dương Vương, Tuyền Chưởng, Hoành Kiều |
| Giáng | Trấn                                                                                                   |
| Giáng | Cổ Giáng, Hoành Thủy, Trần Thôn, Vệ Trang, Ma Lý, Nam Phiền, An Dục, Đại Giao                          |
| Giáng | Hương                                                                                                  |
| Giáng | Hách Trang, Lãnh Khẩu                                                                                  |
| Viên Khúc | Trấn                                                                                                   |
| Viên Khúc | Tân Thành, Lịch Sơn, Cổ Thành, Vương Mao, Mao Gia Loan, Anh Ngôn                                       |
| Viên Khúc | Hương                                                                                                  |
| Viên Khúc | Bồ Chưởng, Giải Dục, Hoa Phong, Trường Trực, Cao Lạc                                                   |
| Hạ | Trấn                                                                                                   |
| Hạ | Dao Phong, Miếu Tiền, Bùi Giới, Thủy Đầu, Niệm Chưởng, Tứ Giao                                         |
| Hạ | Hương                                                                                                  |
| Hạ | Úy Quách, Vũ Vương, Hồ Trương, Nam Đại Lý, Kỳ Gia Hà                                                   |
| Bình Lục | Trấn                                                                                                   |
| Bình Lục | Thánh Nhân Giản, Thường Nhạc, Trương Điếm, Trương Thôn, Tào Xuyên, Tam Môn                             |
| Bình Lục | Hương                                                                                                  |
| Bình Lục | Hồng Trì, Đỗ Mã, Bộ Quan, Pha Để                                                                       |
| Nhuế Thành | Trấn                                                                                                   |
| Nhuế Thành | Cổ Ngụy, Phong Lăng Độ, Mạch Nam, Tây Mạch, Vĩnh Nhạc, Đại Vương, Dương Thành, Nam Ngại                |
| Nhuế Thành | Hương                                                                                                  |
| Nhuế Thành | Đông Lư, Học Trương                                                                                    |
| Vĩnh Tế | Nhai đạo                                                                                               |
| Vĩnh Tế | Thành Tây, Thành Bắc, Thành Đông                                                                       |
| Vĩnh Tế | Trấn                                                                                                   |
| Vĩnh Tế | Ngu Hương, Khanh Đầu, Khai Trương, Khảo Lão, Bồ Châu, Hàn Dương, Trương Doanh                          |
| Hà Tân | Nhai đạo                                                                                               |
| Hà Tân | Thành Khu, Thanh Giản                                                                                  |
| Hà Tân | Trấn                                                                                                   |
| Hà Tân | Phiền Thôn, Tăng Lâu, Sài Gia                                                                          |
| Hà Tân | Hương                                                                                                  |
| Hà Tân | Tiểu Lương, Triệu Gia Trang, Hạ Hóa, Dương Thôn                                                        |

### Hãn Châu
| Thành phố cấp địa khu Hãn Châu quản lí 14 đơn vị hành chính cấp huyện, trong đó quản lí trực tiếp 1 quận, 12 huyện và quản lí đại thể 1 thành phố cấp huyện. Các đơn vị hành chính cấp huyện này được chia thành... đơn vị hành chính cấp hương, bao gồm... nhai đạo,... trấn và... hương. | |
| Hãn Phủ | Nhai đạo |
| Hãn Phủ | Tú Dung, Trường Chinh, Tân Kiến Lộ, Vân Trung Lộ, Cửu Nguyên, Húc Lai Nhai                                                        |
| Hãn Phủ | Trấn |
| Hãn Phủ | Kỳ Thôn, Tam Giao, Trang Ma, Đậu La, Đổng Thôn, Tây Trương                                                                        |
| Hãn Phủ | Hương |
| Hãn Phủ | Tào Trương, Cao Thành, Hợp Tác, Dương Pha, Lan Thôn, Đông Lâu, Bắc Nghĩa Tỉnh                                                     |
| Định Tương | Trấn |
| Định Tương | Tấn Xương, Hà Biên, Hoành Đạo |
| Định Tương | Hương |
| Định Tương | Dương Phương, Nam Vương, Tưởng Thôn, Thần Sơn, Quý Trang, Thụ Lộc                                                                 |
| Ngũ Đài | Trấn |
| Ngũ Đài | Đài Thành, Cảnh Trấn, Đậu Thôn, Bạch Gia Trang, Đông Dã                                                                           |
| Ngũ Đài | Hương |
| Ngũ Đài | Câu Nam, Đông Lôi, Cao Hồng Khẩu, Môn Hạn Thạch, Trần Gia Trang, Kiến An, Thần Tây, Tưởng Phường, Linh Cảnh, Dương Bạch, Như Thôn |
| Đại | Trấn |
| Đại | Thượng Quán, Dương Minh Bảo, Nga Khẩu, Nhiếp Doanh, Tảo Lâm, Than Thượng, Nhạn Môn Quan                                           |
| Đại | Hương |
| Đại | Tân Cao, Dục Khẩu, Thượng Ma Phường, Hồ Dục                                                                                       |
| Phồn Trì | Trấn |
| Phồn Trì | Phồn Thành, Sa Hà, Đại Doanh, Bình Hình Quan                                                                                      |
| Phồn Trì | Hương |
| Phồn Trì | Hạ Như Việt, Hạnh Viên, Quang Dụ Bảo, Tập Nghĩa Trang, Đông Sơn, Kim Sơn Phô, Bách Gia Trang, Thần Đường Bảo, Nham Đầu            |
| Ninh Vũ | Trấn |
| Ninh Vũ | Phượng Hoàng, Dương Phương Khẩu, Đông Trại, Thạch Gia Trang                                                                       |
| Ninh Vũ | Hương |
| Ninh Vũ | Tiết Gia Oa, Dư Trang, Sầm Sơn, Hóa Bắc Truân, Tây Mã Phường, Tân Bảo, Điệt Đài Tự, Khất Liêu, Hoài Đạo, Đông Mã Phường           |
| Tĩnh Lạc | Trấn |
| Tĩnh Lạc | Nga Thành, Đỗ Gia Thôn, Khang Gia Hội, Phong Nhuận                                                                                |
| Tĩnh Lạc | Hương |
| Tĩnh Lạc | Đường Nhĩ Thượng, Trung Trang, Song Lộ, Đoạn Gia Trại, Tân Thôn, Vương Thôn, Thần Dục Câu, Nương Tử Thần, Sa Bà, Xích Nê Oa       |
| Thần Trì | Trấn |
| Thần Trì | Long Tuyền, Nghĩa Tỉnh, Bát Giác                                                                                                  |
| Thần Trì | Hương |
| Thần Trì | Đông Hồ, Thái Bình Trang, Hổ Bắc, Hạ Chức, Trường Chẩn, Liệt Bảo, Đại Nghiêm Bị                                                   |
| Ngũ Trại | Trấn |
| Ngũ Trại | Nghiễn Thành, Tiểu Hà Đầu, Tam Xóa                                                                                                |
| Ngũ Trại | Hương |
| Ngũ Trại | Tiền Sở, Lý Gia Bình, Tôn Gia Bình, Lương Gia Bình, Hồ Hội, Tân Trại, Hàn Gia Lâu, Đông Tú Trang, Hạnh Lĩnh Tử                    |
| Khả Lam | Trấn |
| Khả Lam | Lam Y, Tam Tỉnh |
| Khả Lam | Hương |
| Khả Lam | Thần Đường Bình, Cao Gia Hội, Lý Gia Câu, Thủy Dục Quán, Tây Báo Dục, Ôn Tuyền, Dương Bình, Đại Giản, Tống Gia Câu, Vương Gia Xóa |
| Hà Khúc | Trấn |
| Hà Khúc | Văn Bút, Lâu Tử Doanh, Lưu Gia Tháp, Tuần Trấn, Cựu Huyện, Sa Tuyền                                                               |
| Hà Khúc | Hương |
| Hà Khúc | Lộc Cố, Tiền Xuyên, Đan Trại, Thổ Câu, Sa Bình, Xã Lương                                                                          |
| Bảo Đức | Trấn |
| Bảo Đức | Đông Quan, Nghĩa Môn, Kiều Đầu, Dương Gia Loan                                                                                    |
| Bảo Đức | Hương |
| Bảo Đức | Yêu Trang, Hàn Gia Xuyên, Lâm Già Dục, Phùng Gia Xuyên, Thổ Nhai Tháp, Tôn Gia Câu, Diêu Oa, Diêu Khất Đài, Nam Hà Câu            |
| Thiên Quan | Trấn |
| Thiên Quan | Tân Quan, Thiên Phong Bình, Lão Doanh, Vạn Gia Trại, Thủy Tuyền                                                                   |
| Thiên Quan | Hương |
| Thiên Quan | Diêu Đầu, Lâu Câu, Thượng Dục, Nam Bảo Tử, Trần Gia Doanh                                                                         |
| Nguyên Bình | Nhai đạo |
| Nguyên Bình | Bắc Thành, Nam Thành, Hiên Môi Khoáng Khu                                                                                         |
| Nguyên Bình | Trấn |
| Nguyên Bình | Đông Xã, Tô Long Khẩu, Quách Dương, Đại Ngưu Điếm, Diêm Trang, Trường Lương Câu, Hiên Cương                                       |
| Nguyên Bình | Hương |
| Nguyên Bình | Tân Nguyên, Nam Bạch, Tử Cán, Trung Dương, Duyên Câu, Đại Lâm, Tây Trấn, Giải Thôn, Vương Gia Trang, Lâu Bản Trại, Đoạn Gia Bảo   |

### Lâm Phần
| Thành phố cấp địa khu Lâm Phần quản lí 17 đơn vị hành chính cấp huyện, trong đó quản lí trực tiếp 1 quận, 14 huyện và quản lí đại thể 2 thành phố cấp huyện. Các đơn vị hành chính cấp huyện này được chia thành... đơn vị hành chính cấp hương, bao gồm... nhai đạo,... trấn và... hương. | |
| Nghiêu Đô | Nhai đạo |
| Nghiêu Đô | Giải Phóng Lộ, Cổ Lâu Tây Nhai, Thủy Tháp Nhai, Nam Nhai, Hương Hiền Nhai, Tân Tự Nhai, Thiết Lộ Đông, Xa Trạm Nhai, Phần Hà, Tân Hà |
| Nghiêu Đô | Trấn |
| Nghiêu Đô | Truân Lý, Kiều Lý, Đại Dương, Huyền Để, Lưu Thôn, Kim Điện, Ngô Thôn, Thổ Môn, Ngụy Thôn, Nghiêu Miếu                                |
| Nghiêu Đô | Hương |
| Nghiêu Đô | Đoạn Điếm, Giả Đắc, Hạ Gia Trang, Nhất Bình Viên, Chẩm Đầu, Hà Để                                                                    |
| Khúc Ốc | Trấn |
| Khúc Ốc | Nhạc Xương, Sử Thôn, Khúc Thôn, Cao Hiển, Lý Thôn                                                                                    |
| Khúc Ốc | Hương |
| Khúc Ốc | Bắc Đổng, Dương Đàm |
| Dực Thành | Trấn |
| Dực Thành | Đường Hưng, Nam Lương, Lý Trại, Long Hóa, Kiều Thượng, Tây Diêm                                                                      |
| Dực Thành | Hương |
| Dực Thành | Trung Vệ, Nam Đường, Vương Trang, Kiêu Để                                                                                            |
| Tương Phần | Trấn |
| Tương Phần | Tân Thành, Triệu Khang, Phần Thành, Nam Giả, Cổ Thành, Tương Lăng, Đặng Trang                                                        |
| Tương Phần | Hương |
| Tương Phần | Đào Tự, Vĩnh Cố, Cảnh Mao, Tây Giả, Nam Tân Điếm, Đại Đặng                                                                           |
| Hồng Động | Trấn |
| Hồng Động | Đại Hòe Thụ, Cam Đình, Khúc Đình, Tô Bảo, Quảng Thắng Tự, Minh Khương, Triệu Thành, Vạn An, Lưu Gia Viên                             |
| Hồng Động | Hương |
| Hồng Động | Yêm Để, Hưng Đường Tự, Đê Thôn, Tân Thôn, Long Mã, Sơn Đầu, Tả Mộc                                                                   |
| Cổ | Trấn |
| Cổ | Nhạc Dương, Bắc Bình, Cổ Dương, Cựu Huyện                                                                                            |
| Cổ | Hương |
| Cổ | Thạch Bích, Vĩnh Nhạc, Nam Viên |
| An Trạch | Trấn |
| An Trạch | Phủ Thành, Hòa Xuyên, Đường Thành, Ký Thị                                                                                            |
| An Trạch | Hương |
| An Trạch | Mã Tất, Đỗ Thôn, Lương Mã |
| Phù Sơn | Trấn |
| Phù Sơn | Thiên Đàn, Hưởng Thủy Hà |
| Phù Sơn | Hương |
| Phù Sơn | Trương Trang, Đông Trương, Hòe Niệm, Bắc Vương, Bắc Hàn, Mễ Gia Viên, Trại Khất Tháp                                                 |
| Cát | Trấn |
| Cát | Cát Xương, Truân Lý, Hồ Khẩu |
| Cát | Hương |
| Cát | Xa Thành, Văn Thành, Đông Thành, Bách Sơn Tự, Trung Đóa                                                                              |
| Hương Ninh | Trấn |
| Hương Ninh | Xương Ninh, Quang Hoa, Đài Đầu, Quản Đầu, Tây Pha                                                                                    |
| Hương Ninh | Hương |
| Hương Ninh | Song Hạc, Quan Vương Miếu, Úy Trang, Tây Giao Khẩu, Tảo Lĩnh                                                                         |
| Đại Ninh | Trấn |
| Đại Ninh | Hân Thủy, Khúc Nga |
| Đại Ninh | Hương |
| Đại Ninh | Tam Đa, Thái Đức, Từ Gia Đóa, Thái Cổ                                                                                                |
| Thấp | Trấn |
| Thấp | Long Tuyền, Ngọ Thành, Hoàng Thổ |
| Thấp | Hương |
| Thấp | Dương Đầu Thăng, Trại Tử, Đẩu Pha, Hạ Lý, Thành Nam                                                                                  |
| Vĩnh Hòa | Trấn |
| Vĩnh Hòa | Chi Hà, Tang Bích |
| Vĩnh Hòa | Hương |
| Vĩnh Hòa | Các Để, Nam Trang, Đả Thạch Yêu, Pha Đầu, Giao Khẩu                                                                                  |
| Bồ | Trấn |
| Bồ | Bồ Thành, Tiết Quan, Hắc Long Quan, Khắc Thành                                                                                       |
| Bồ | Hương |
| Bồ | Sơn Trung, Cổ Huyện, Hồng Đạo, Kiều Gia Loan, Thái Lâm                                                                               |
| Phần Tây | Trấn |
| Phần Tây | Vĩnh An, Đối Trúc, Kình Hương, Hòa Bình, Tăng Niệm                                                                                   |
| Phần Tây | Hương |
| Phần Tây | Điền Bình, Đoàn Bách, Hình Gia Yếu                                                                                                   |
| Hầu Mã | Nhai đạo |
| Hầu Mã | Lộ Đông, Lộ Tây, Quái Tân, Thượng Mã, Trương Thôn                                                                                    |
| Hầu Mã | Hương |
| Hầu Mã | Tân Điền, Cao Thôn, Phượng Thành |
| Hoắc Châu | Nhai đạo |
| Hoắc Châu | Cổ Lâu, Bắc Hoàn Lộ, Nam Hoàn Lộ, Khai Nguyên, Thối Sa                                                                               |
| Hoắc Châu | Trấn |
| Hoắc Châu | Bạch Long, Tân Trí, Đại Trương, Lý Tào                                                                                               |
| Hoắc Châu | Hương |
| Hoắc Châu | Đào Đường Dục, Tam Giáo, Sư Trang |

### Lữ Lương
| Thành phố cấp địa khu Lữ Lương quản lí 13 đơn vị hành chính cấp huyện, trong đó quản lí trực tiếp 1 quận, 10 huyện và quản lí đại thể 2 thành phố cấp huyện. Các đơn vị hành chính cấp huyện này được chia thành... đơn vị hành chính cấp hương, bao gồm... nhai đạo,... trấn và... hương. | |
| Ly Thạch | Nhai đạo |
| Ly Thạch | Tân Hà, Phượng Sơn, Liên Hoa Trì, Thành Bắc, Điền Gia Hội, Giao Khẩu, Tây Thuộc Ba                                                                      |
| Ly Thạch | Trấn |
| Ly Thạch | Ngô Thành, Tín Nghĩa |
| Ly Thạch | Hương |
| Ly Thạch | Hồng Nhãn Xuyên, Tảo Lâm, Bình Đầu |
| Văn Thủy | Trấn |
| Văn Thủy | Phượng Thành, Khai Sách, Nam Trang, Nam An, Lưu Hồ Lan, Hạ Khúc, Hiếu Nghĩa                                                                             |
| Văn Thủy | Hương |
| Văn Thủy | Nam Vũ, Tây Thành, Bắc Trương, Mã Tây, Tây Tào Đầu |
| Giao Thành | Trấn |
| Giao Thành | Thiên Ninh, Hạ Gia Doanh, Tây Doanh, Thủy Dục Quán, Tây Xã, Bàng Tuyền Câu                                                                              |
| Giao Thành | Hương |
| Giao Thành | Hồng Tương, Lĩnh Để, Đông Pha Để, Hội Lập |
| Hưng | Trấn |
| Hưng | Úy Phần, Ngụy Gia Than, Ngõa Đường, Khang Ninh, Cao Gia Thôn, La Dục Khẩu, Thái Gia Hội                                                                 |
| Hưng | Hương |
| Hưng | Giao Lâu Thân, Ác Hổ Than, Đông Hội, Cố Hiền, Áo Gia Loan, Thái Gia Nhai, Hạ Gia Hội, Mạnh Gia Bình, Triệu Gia Bình, Khất Đáp Thượng                    |
| Lâm | Trấn |
| Lâm | Lâm Tuyền, Bạch Văn, Thành Trang, Thố Phản, Khắc Hổ, Tam Giao, Thoan Thủy Đầu, Lâm Gia Bình, Chiêu Hiền, Thích Khẩu, Lưu Gia Hội, Tùng La Dục, Khúc Dục |
| Lâm | Hương |
| Lâm | Mộc Qua Bình, An Nghiệp, Ngọc Bình, Thanh Lương Tự, Thạch Bạch Đầu, Lôi Gia Thích, Bát Bảo, Đại Vũ, Xa Cản, An Gia Trang                                |
| Liễu Lâm | Trấn |
| Liễu Lâm | Liễu Lâm, Mục Thôn, Tiết Thôn, Trang Thượng, Lưu Dự, Tam Giao, Thành Gia Trang, Mạnh Môn                                                                |
| Liễu Lâm | Hương |
| Liễu Lâm | Lý Gia Loan, Giả Gia Viên, Trần Gia Loan, Kim Gia Trang, Cao Gia Câu, Thạch Tây, Vương Gia Câu                                                          |
| Thạch Lâu | Trấn |
| Thạch Lâu | Linh Tuyền, La Thôn, Nghĩa Hiệp, Tiểu Toán, Tân Quan |
| Thạch Lâu | Hương |
| Thạch Lâu | Long Giao, Hòa Hợp, Tào Gia Viên, Bùi Câu |
| Lam | Trấn |
| Lam | Đông Thôn, Lam Thành, Phổ Minh, Giới Hà Khẩu |
| Lam | Hương |
| Lam | Thổ Dục, Thượng Minh, Vương Sư, Lương Gia Trang, Thuận Hội, Hà Khẩu, Xã Khoa, Đại Xà Đầu                                                                |
| Phương Sơn | Trấn |
| Phương Sơn | Khất Động, Mã Phường, Dục Khẩu, Đại Vũ, Bắc Vũ Đương |
| Phương Sơn | Hương |
| Phương Sơn | Tích Thúy, Ma Địa Hội |
| Trung Dương | Trấn |
| Trung Dương | Ninh Hương, Kim La, Chi Kha, Vũ Gia Trang, Noãn Tuyền                                                                                                   |
| Trung Dương | Hương |
| Trung Dương | Hạ Tảo Lâm, Xa Minh Dục |
| Giao Khẩu | Trấn |
| Giao Khẩu | Thủy Đầu, Khang Thành, Song Trì, Đào Hồng Pha |
| Giao Khẩu | Hương |
| Giao Khẩu | Thạch Khẩu, Hồi Long, Ôn Tuyền |
| Hiếu Nghĩa | Nhai đạo |
| Hiếu Nghĩa | Tân Nghĩa, Trung Dương Lâu, Chấn Hưng, Thắng Khê Hồ, Sùng Văn                                                                                           |
| Hiếu Nghĩa | Trấn |
| Hiếu Nghĩa | Đoái Trấn, Dương Tuyền Khúc, Hạ Bảo, Tây Tân Trang, Cao Dương, Ngô Đồng, Trụ Bộc                                                                        |
| Hiếu Nghĩa | Hương |
| Hiếu Nghĩa | Đại Hiếu Bảo, Hạ Sách, Dịch Mã, Nam Dương, Đỗ Thôn |
| Phần Dương | Nhai đạo |
| Phần Dương | Văn Phong, Thái Hòa Kiều |
| Phần Dương | Trấn |
| Phần Dương | Giả Gia Trang, Hạnh Hoa Thôn, Ký Thôn, Tiêu Gia Trang, Diễn Vũ, Tam Tuyền, Thạch Trang, Dương Gia Trang, Dục Đạo Hà                                     |
| Phần Dương | Hương |
| Phần Dương | Tây Hà, Dương Thành, Lật Gia Trang |